# 砂山哲英
砂山 哲英（すなやま てつひで、1989年10月9日 - ）は、日本の男性声優。大阪府出身。フリー。以前はメディアフォース、ソレモに所属していた。血液型はO型。

## 出演作品
※太字はメインキャラクター。

### アニメ
- キャラディのジョークな毎日

### Webアニメ
- クラレ

### ゲーム
- 喧嘩番長4 一年戦争（山口賢治）
- ケープ君の脱出ゲーム 2.5部屋目（2021年、OSSAN）
- ニャン蔵&クマ吉の脱出ゲーム（2021年、OSSAN）

### 吹き替え

#### 映画
- ウォールストリート・ダウン（パターソン弁護士〈エリック・ロバーツ〉）
- 殺しのナンバー（グレイ〈リアム・カニンガム〉）
- ドラゴンハンター
- ドント・サレンダー 進撃の要塞（マシューズ）
- バーニング・ムーン（ユストス、医師）
- メガ・ピラニア（アナウンサー、ボート男）
- レッド・ブレイク（スパークス〈マイケル・ジェイ・ホワイト〉[1]）

#### ドラマ
- 項羽と劉邦 King's War（陳平）
- シーウルフ（ジョンソン〈アンドリュー・ジャクソン〉）

#### アニメ
- バービー&チェルシー: 消えたバースデー（アイスクリーム男)
- みつばちマーヤの大冒険（ハンク）

### ドラマCD
- お前のご奉仕はその程度か?（生徒1）
- 妄想少女オタク系
- 陽だまりに吹く風

### ラジオ
- 集まれ昌鹿野編集部（ラジオ関西）

### モーションコミック
- カフェちゃんとブレークタイム（龍）

### ボイスオーバー
- ナショナルジオグラフィックチャンネル

### 舞台
- 鋼殻のレギオス ―舞台版―（レイフォン）
- ダンスカンパニーレイ Happy Performance vol.4